# 科马尔 (沃尔诺瓦哈区)
科馬爾（烏克蘭語：Комар）是位於烏克蘭東部頓涅茨克州裏沃爾諾瓦哈區的科馬爾市鎮的村莊，也是該市鎮的行政中心。該村海拔高114米，附近有莫克里亞利河流經。

## 歷史
科馬爾於1780年由來自克里米亞卡馬拉（奧博羅涅）村的希臘移民建立。自創村之初至今，該地的主要產業一直是農業，首要為穀物種植。2025年6月13日，俄羅斯軍隊控制了該村。

## 人口
在2001年烏克蘭人口普查期間，科馬爾總共有1705人，其中84.16%說俄語、8.09%說烏克蘭語、7.33%說希臘語，還有0.3%說其他語言。